# Joseph Gaetjens
Joseph Eduard Gaetjens, auch Jo Gaetjens, (* 19. März 1924 in Port-au-Prince; † 10. Juli 1964) war ein haitianischer Fußballspieler. Als Spieler der US-Nationalmannschaft (obwohl kein US-Bürger) erzielte er beim 1:0 gegen England bei der Fußball-Weltmeisterschaft 1950 das Siegtor.
Der Sohn einer haitianischen Mutter und eines deutschstämmigen Vaters kam Ende der 1940er Jahre aus Haiti in die USA, um an der Columbia-Universität zu studieren. Nachdem die USA bei den Olympischen Spielen 1948 mit 0:9 gegen Italien untergegangen waren und später weitere Debakel in Freundschaftsspielen erlitten hatten, z. B. 0:11 in Norwegen, wurden händeringend Verstärkungen gesucht, es ging aber kaum voran, wie zwei WM-Qualifikationsniederlagen mit jeweils sechs Gegentoren gegen Mexiko zeigten. Irgendwie schaffte man aber die damals leichte Qualifikation mit einem Sieg und einem Unentschieden gegen Kuba.
Nachdem ein Scout Gaetjens hatte spielen sehen und angesprochen hatte, beantragte dieser die US-Staatsbürgerschaft und wurde schon vor deren Erteilung 1950 in den Kader der US-Nationalmannschaft für die Fußball-Weltmeisterschaft 1950 in Brasilien berufen. Schon im ersten Spiel gegen Spanien gelang den USA ein Achtungserfolg, als man bis zur 80. Minute geführt hatte und erst dann mit 3:1 verlor.
Einige Tage später köpfte Gaetjens dann das legendäre Tor zum 1:0-Sieg der USA gegen England, das erstmals an einer WM teilnahm. Gaetjens trug damit zum überraschenden Ausscheiden der Engländer in der Vorrunde bei (England verlor auch noch gegen Spanien). Der Protest der Engländer gegen die Spielberechtigung von Gaetjens und seinem in Belgien geborenen haitianischen Landsmann Joe Maca sowie dem schottischen Mannschaftskapitän Ed McIlvenney wurde vom FIFA-Schiedsgericht mit der eigenwilligen Begründung abgewiesen, dass alle einen Einbürgerungsantrag gestellt und danach vom US-Verband eine Freigabe erhalten hätten.  Es wird nirgendwo manifestiert, dass Gaetjens jemals tatsächlich US-Bürger wurde. Das Tor gegen England war sein einziger WM-Treffer, die USA verloren ihr drittes Spiel gegen Chile mit 5:2.
Nach der WM ging Gaetjens für drei Jahre nach Frankreich und spielte für AS Troyes in der Zweiten Liga. Anschließend ging er zurück in seine Heimat, wo er als Handelsvertreter für Colgate-Palmolive arbeitete und eigene Wäschereien in Port-au-Prince führte.
Nebenbei spielte er weiter Fußball und nahm 1953 an einem Qualifikationsspiel zur Fußball-Weltmeisterschaft 1954 für Haiti gegen Mexiko teil.
Am 8. Juli 1964 wurde er von der berüchtigten haitianischen Geheimpolizei Tonton Macoute verschleppt, weil seine beiden jüngeren Brüder Jean-Pierre und Fred im dominikanischen Exil mit einer Gruppe von Regime-Gegnern in Verbindung gebracht wurden, die einen Putsch gegen Duvalier geplant haben sollen. Seitdem gilt er als verschollen.
Im Film "The Game of Their Lives" (2005) wird der hellhäutige Katholik Gaetjens fälschlich als schwarzer Voodoo-Anhänger dargestellt.